# Casualty (série télévisée)
Pour les articles homonymes, voir Casualty.
Production
Diffusion
Casualty est une série télévisée britannique hebdomadaire diffusée depuis le 6 septembre 1986 sur la BBC. Elle a engendré une série dérivée, Holby City, diffusée sur la même chaîne entre 1999 et 2022.

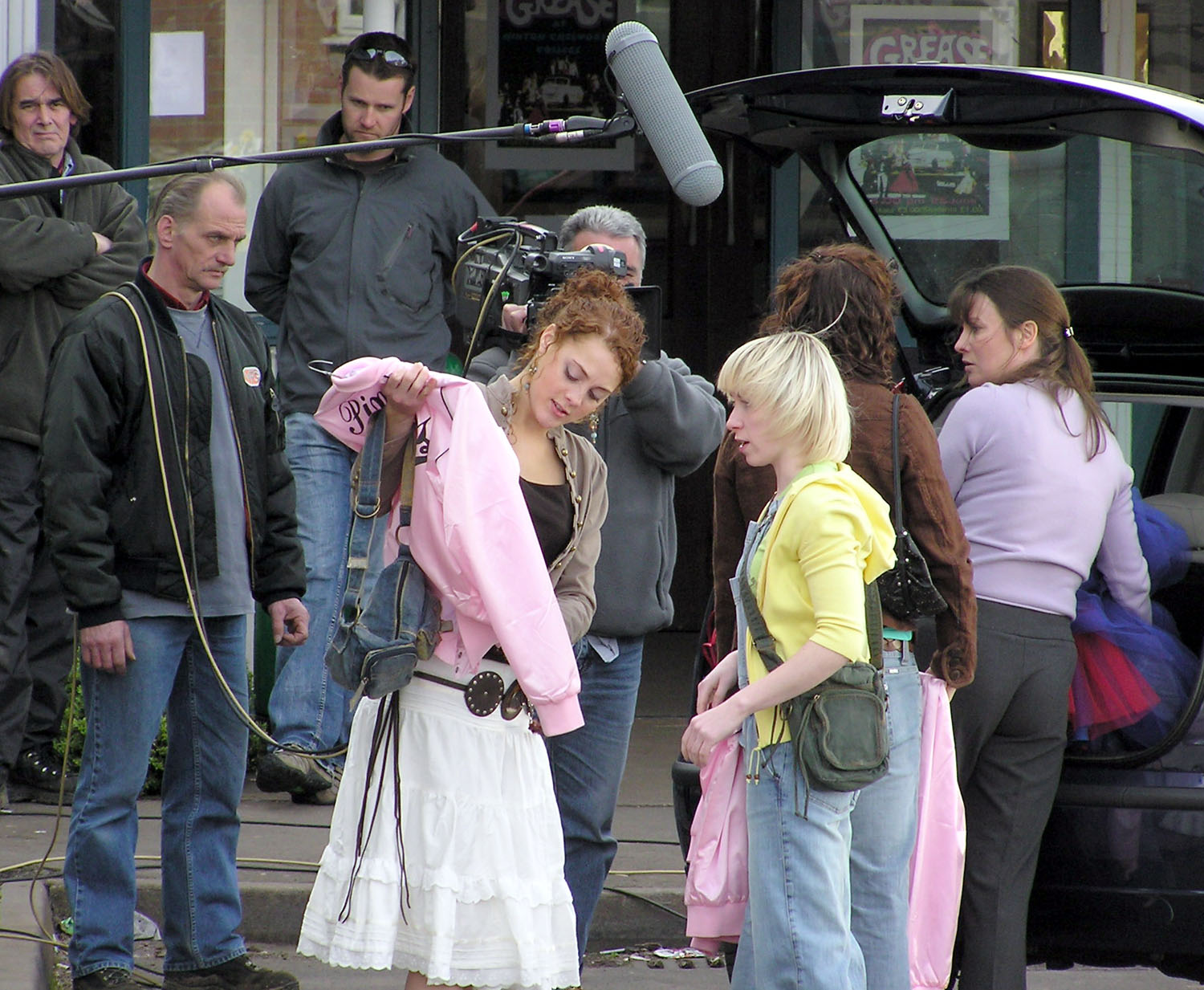
Le tournage de Casualty à l'école de Yate près de Bristol.

Cette série est inédite dans les pays francophones.

## Synopsis
La série relate la vie d'un hôpital situé dans la ville fictive d'Holby ainsi que la vie personnelle des personnes qui y travaillent.

## Production

### Localisation
Casualty et Holby City se déroulent tous deux dans l’hôpital d'Holby dans le comté fictif de Wyvern, dans le sud-ouest de l'Angleterre. Les scènes extérieures sont filmées dans la ville de Bristol. On peut y remarquer entre autres le Pont suspendu de Clifton. De 1986 à 2002, le City of Bristol College a été utilisé comme emplacement pour le tournage et servait d'extérieur pour l'hôpital. Le 26 mars 2009, la BBC a confirmé que le tournage serait tourné dans les studios de Cardiff en 2011.

## Distribution

### Personnages récurrents
| Personnage                    | Acteur            | Métier | Première apparition |
| ----------------------------- | ----------------- | --- | ------------------- |
| Charlie Fairhead              | Derek Thompson    | Responsable infirmier senior, salle commune en psychiatrie                                                      | 1986                |
| Nick Jordan                   | Michael French    | Consultant urgentiste, Joint Clinical Lead                                                                      | 1998                |
| Tess Bateman                  | Suzanne Packer    | Clinical Nurse Manager                                                                                          | 2003                |
| Kathleen « Dixie » Dixon      | Jane Hazlegrove   | Paramédic senior                                                                                                | 2006                |
| Jeff Collier                  | Matt Bardock      | Paramédic | 2007                |
| Ruth Winters                  | Georgia Taylor    | Docteur du NHS, urgentiste, responsable des normes cliniques (suspendu pour cause de santé mentale défaillante) | 2007                |
| Adam Trueman                  | Tristan Gemmill   | Consultant urgentiste                                                                                           | 2007                |
| Mackenzie « Big Mac » Chalker | Charles Dale      | Ambulancier | 2007                |
| Zoe Hanna                     | Sunetra Sarker    | Consultant urgentiste                                                                                           | 2007                |
| Noel Garcia                   | Tony Marshall     | Réceptionniste                                                                                                  | 2008                |
| Jamshid « Jay » Faldren       | Ben Turner        | Infirmier équipier                                                                                              | 2008                |
| Pauline « Polly » Emmerson    | Sophia Di Martino | Technicien urgentiste                                                                                           | 2009                |
| Lenny Lyons                   | Steven Miller     | Première année MMC, urgentiste                                                                                  | 2009                |
| Kirsty Clements               | Lucy Gaskell      | Infirmière équipière senior                                                                                     | 2010                |
| Madiha « Mads » Durrani       | Hasina Haque      | Infirmier équipier                                                                                              | 2010                |
| Dylan Keogh                   | William Beck      | Specialist Registrar                                                                                            | 2011                |

### Anciens personnages

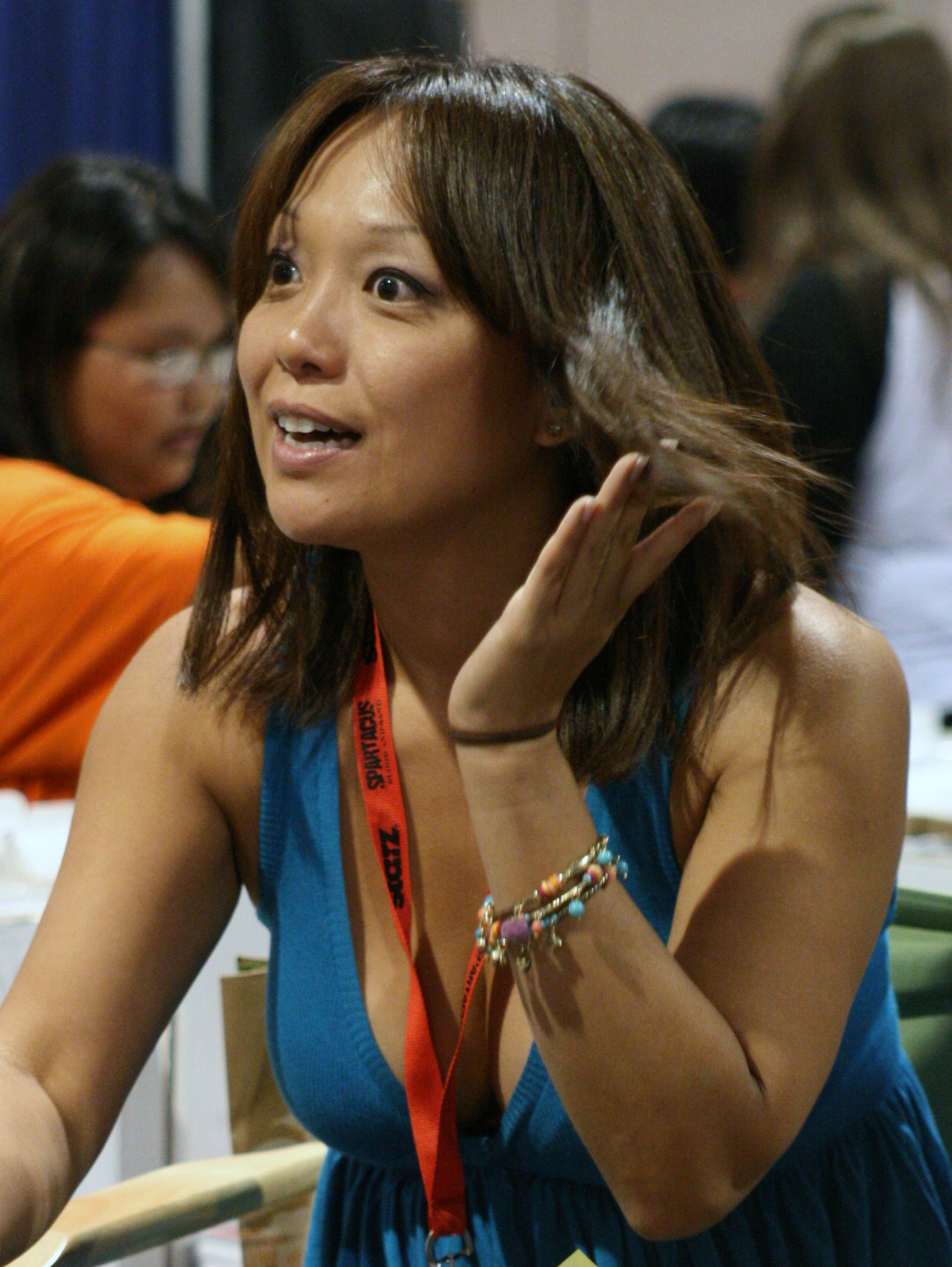
Naoko Mori joue la réceptionniste Mie Nishi-Kawa

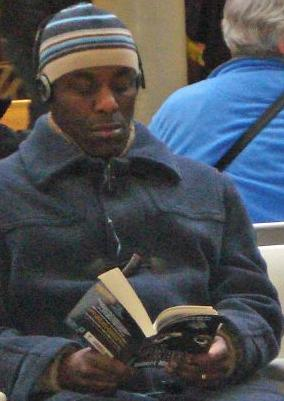
Paterson Joseph joue l'infirmier Mark Grace

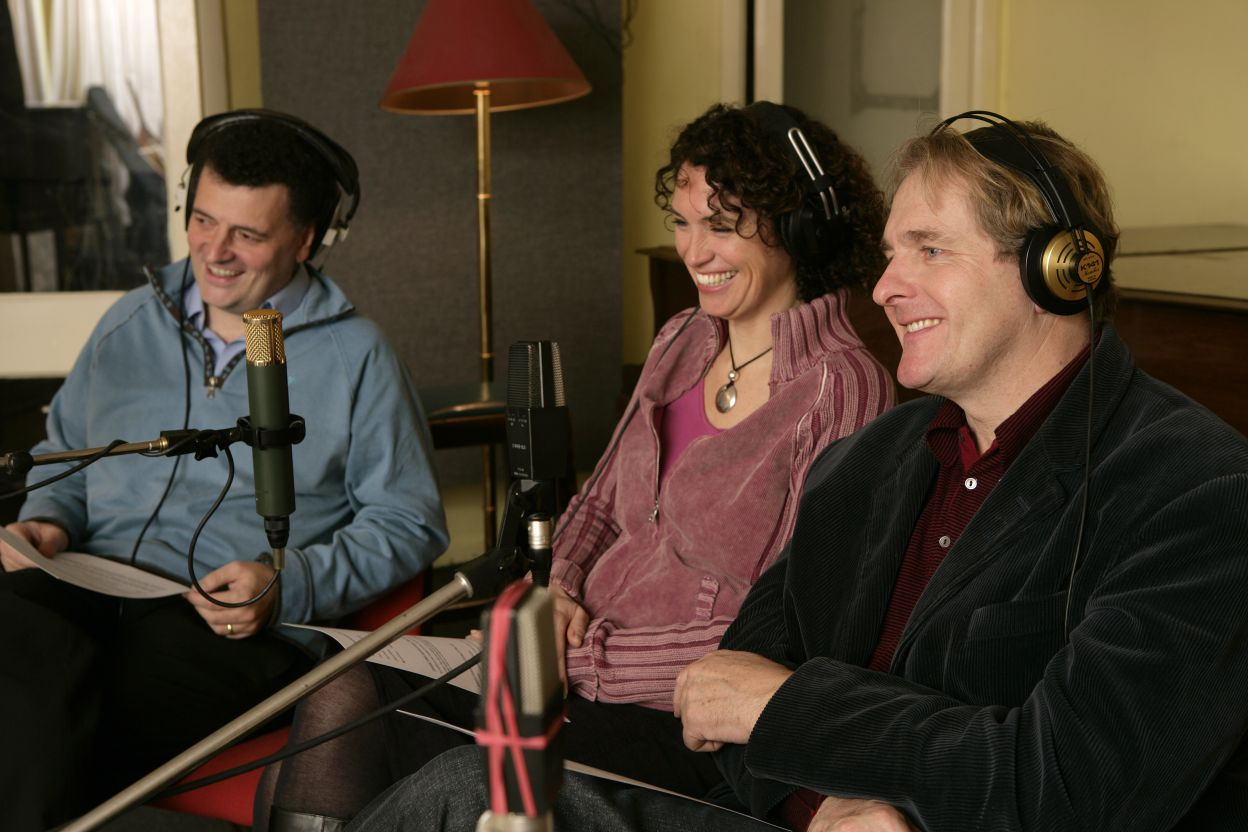
Fiona Gillies apparait comme la consultante Philippa Kinross

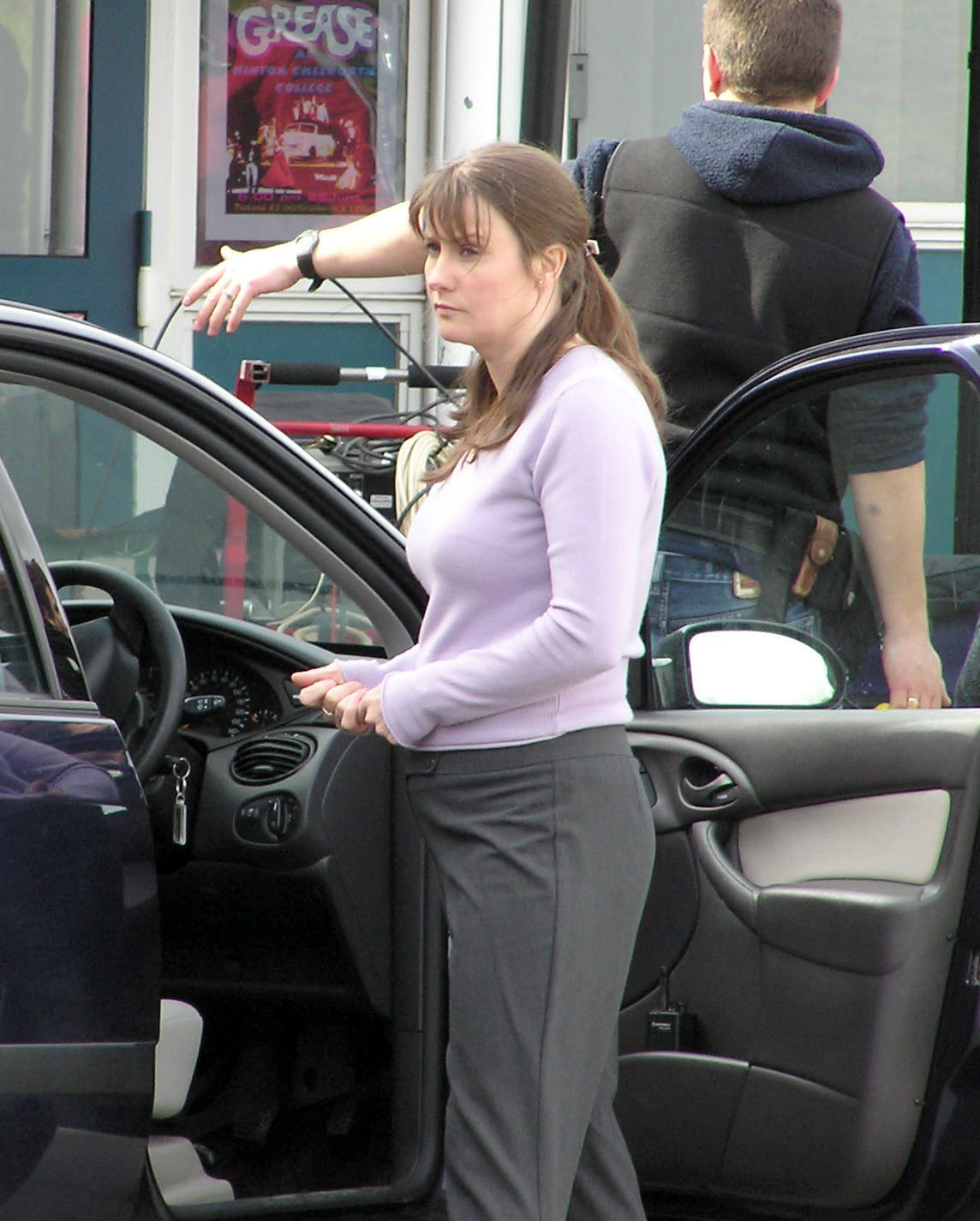
Susan Cookson joue Maggie Coldewell

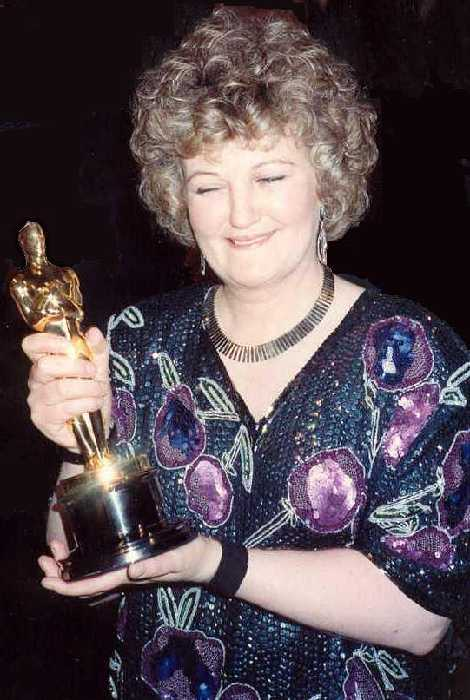
Brenda Fricker apparait comme l'infirmière Megan Roach

| Personnage                  | Acteur                             | Métier                                     | Première apparition | Dernière apparition |
| --------------------------- | ---------------------------------- | ------------------------------------------ | ------------------- | ------------------- |
| Clive King                  | George Harris                      | Infirmier équipier                         | 1986                | 1986                |
| Sandra Mute                 | Lisa Bowerman                      | Paramédic                                  | 1986                | 1987                |
| Andrew Ponting              | Robert Pugh                        | Paramédic                                  | 1986                | 1987                |
| Susie Mercier               | Debbie Roza                        | Réceptionniste                             | 1986                | 1987                |
| Ewart Plimmer               | Bernard Gallagher                  | Consultant urgentiste                      | 1986                | 1988                |
| Kuba Trzcinski              | Christopher Rozycki                | Ambulancier                                | 1986                | 1988                |
| Barbara « Baz » Wilder      | Julia Watson                       | Consultante urgentiste                     | 1986                | 2004                |
| Lisa « Duffy » Duffin       | Cathy Shipton                      | Responsable de salle commune               | 1986                | 2006                |
| Karen O'Malley              | Kate Hardie                        | Étudiante infirmière                       | 1987                | 1987                |
| Elizabeth Straker           | Maureen O'Brien                    | Administratrice                            | 1987                | 1987                |
| Mary Tomlinson              | Helena Little                      | Senior House Officer                       | 1987                | 1987                |
| Shirley Franklin            | Ella Wilder                        | Paramédic                                  | 1987                | 1988                |
| Kiaran Joghill              | Shaheen Khan                       | Étudiante infirmière                       | 1988                | 1988                |
| Alison McGrellis            | Julie Graham                       | Étudiante infirmière                       | 1988                | 1988                |
| David Rowe                  | Paul Lacoux                        | Senior House Officer                       | 1988                | 1988                |
| Sadie Tomkins               | Carol Leader                       | Réceptionniste                             | 1988                | 1988                |
| Cyril James                 | Eddie Nestor                       | Infirmier équipier                         | 1987                | 1989                |
| Lucy Perry                  | Tam Hoskyns                        | Senior house officer                       | 1989                | 1989                |
| Valerie Sinclair            | Susan Franklyn                     | Administratrice                            | 1988                | 1989                |
| Alex Spencer                | Belinda Davison                    | Étudiante infirmière                       | 1989                | 1989                |
| Julie Stevens               | Vivienne McKone                    | Réceptionniste                             | 1989                | 1989                |
| Tony Walker                 | Eamon Boland                       | Travailleur social                         | 1990                | 1990                |
| Helen Green                 | Maggie McCarthy                    | Réceptionniste                             | 1990                | 1990                |
| Keith Cotterill             | Geoffrey Leesley                   | Paramedic                                  | 1987                | 1990                |
| Kelly Liddle                | Adie Allen                         | Étudiante infirmière                       | 1991                | 1991                |
| Trish Baynes                | Maria Friedman                     | Travailleuse sociale                       | 1991                | 1991                |
| Beth Ramanee                | Mamta Kaash                        | Senior house officer                       | 1990                | 1991                |
| Jimmy Powell                | Robson Green                       | Ambulancier                                | 1989                | 1991                |
| Kate Miller                 | Joanna Foster                      | Management général                         | 1992                | 1992                |
| Julian Chapman              | Nigel Le Vaillant                  | Consultant urgentiste                      | 1990                | 1992                |
| Simon Eastman               | Robert Daws                        | Administrateur                             | 1992                | 1992                |
| Rob Khalefa                 | Jason Riddington                   | Senior House Officer                       | 1992                | 1992                |
| Sandra Nicholl              | Maureen Beattie                    | Infirmière équipière                       | 1991                | 1992                |
| Maxine Price                | Emma Bird                          | Aide-soignante                             | 1992                | 1992                |
| Norma Sullivan              | Anne Kristen                       | Réceptionniste                             | 1991                | 1993                |
| Ken Hodges                  | Christopher Guard                  | Infirmier spécialiste                      | 1993                | 1993                |
| Helen Chatsworth            | Samantha Edmonds                   | Infirmière Project 2000                    | 1993                | 1993                |
| Tom Harley                  | David Ryall                        | Consultant urgentiste (locum)              | 1993                | 1993                |
| Karen Goodliffe             | Suzanna Hamilton                   | Senior House Officer                       | 1993                | 1993                |
| Mark Calder                 | Oliver Parker                      | Manager chirurgie                          | 1993                | 1993                |
| Brian Crawford              | Brendan O'Hea                      | Paramédic                                  | 1993                | 1993                |
| Adele Beckford              | Doña Croll                         | Infirmière équipière                       | 1993                | 1993                |
| Frankie Drummer             | Steven O'Donnell                   | Ambulancier                                | 1993                | 1993                |
| Mary Skillett               | Tara Moran                         | Infirmière équipière                       | 1993                | 1993                |
| Dave Masters                | Martin Ball                        | Senior House Officer                       | 1993                | 1993                |
| Mie Nishi-Kawa              | Naoko Mori                         | Réceptionniste                             | 1993                | 1994                |
| Eddie Gordon                | Joan Oliver                        | Senior House Officer                       | 1994                | 1994                |
| Adam Cooke                  | Steven Brand                       | Infirmier équipier                         | 1994                | 1994                |
| Peter Hayes                 | Robert Duncan                      | Non-Executive Trust Board Member           | 1995                | 1995                |
| Rachel Longworth            | Jane Gurnett                       | Infirmière équipière                       | 1993                | 1995                |
| Laura Milburn               | Lizzy McInnerny                    | Relations publiques                        | 1995                | 1995                |
| Daniel Perryman             | Craig Kelly                        | Senior House Officer                       | 1995                | 1995                |
| Gloria Hammond              | Ganiat Kasumu                      | Infirmière équipière                       | 1996                | 1996                |
| Matt Hawley                 | Jason Merrells                     | Réceptionniste                             | 1994                | 1996                |
| Jude Kocarnik               | Lisa Coleman                       | Infirmière équipière                       | 1994                | 1996                |
| David Sinclair              | Vas Blackwood                      | Réceptionniste                             | 1996                | 1996                |
| Kate Wilson                 | Sorcha Cusack                      | Infirmière équipière                       | 1994                | 1997                |
| Jack Hathaway               | Peter Birch                        | Consultant urgentiste                      | 1996                | 1997                |
| Liz Harker                  | Sue Devaney                        | Paramédic                                  | 1994                | 1997                |
| Martin « Ash » Ashford      | Patrick Robinson                   | Responsable infirmier                      | 1990                | 1998                |
| Mike Barratt                | Clive Mantle                       | Consultant urgentiste                      | 1992                | 1998                |
| Elliot Matthews             | Peter Guinness                     | Manager général                            | 1998                | 1998                |
| Richard McCaig              | Gray O'Brien                       | Senior House Officer                       | 1996                | 1998                |
| Mark Grace                  | Paterson Joseph                    | Infirmier équipier                         | 1997                | 1999                |
| Georgina « George » Woodman | Rebecca Lacey                      | Senior House Officer                       | 1997                | 1999                |
| Sam Colloby                 | Jonathan Kerrigan                  | Infirmier équipier                         | 1996                | 2000                |
| Derek « Sunny » Sunderland  | Vincenzo Pellegrino                | Ambulancier                                | 1998                | 2000                |
| Eve Montgomery              | Barbara Marten                     | Responsable de salle commune               | 1998                | 2000                |
| Tina Seabrook               | Claire Goose                       | Infirmière équipière                       | 1997                | 2000                |
| Spencer                     | Ben Keaton                         | Aide-soignant                              | 1999                | 2002                |
| Adam Osman                  | Pal Aron                           | Infirmier équipier                         | 1999                | 2001                |
| Amy Howard                  | Rebecca Wheatley                   | Réceptionniste                             | 1997                | 2001                |
| Mel Dyson                   | Michelle Butterly                  | Paramédic                                  | 2000                | 2001                |
| Tom Harvey                  | Kieron Forsyth                     | Consultant anesthésite                     | 2001                | 2002                |
| Penny Hutchens              | Donna Alexander                    | Paramédic                                  | 1997                | 2002                |
| Holly Miles                 | Sandra Huggett                     | Senior house officer                       | 1999                | 2001                |
| Dan Robinson                | Grant Masters                      | Gestionnaire de direction                  | 2001                | 2002                |
| Andrew Bower                | William Gaminara Philip Bretherton | Consultant urgentiste (locum)              | 1989                | 2001                |
| Barney Woolfe               | Ronnie McCann                      | Infirmier équipier                         | 1999                | 2001                |
| Jan Goddard                 | Judy Loe                           | Chief Executive Officer, NHS Trust         | 2001                | 2002                |
| Rachel James                | Amy Robbins                        | Auxiliaire féminine de police              | 2001                | 2001                |
| Philippa Kinross            | Fiona Gillies                      | Consultant urgentiste (locum)              | 2001                | 2002                |
| Chloe Hill                  | Jan Anderson                       | Infirmière équipière                       | 1997                | 2002                |
| Patrick Spiller             | Ian Kelsey                         | Specialist Registrar, urgentiste           | 1999                | 2002                |
| Gilly                       | Emily Dormer                       | Réceptionniste                             | 2002                | 2002                |
| Max Gallagher               | Robert Gwilym                      | Consultant urgentiste                      | 1998                | 2002                |
| Heather Lincoln             | Nicole Faraday                     | Senior House Officer                       | 2002                | 2002                |
| Ryan Johnson                | Russell Boulter                    | Sécurité                                   | 2002                | 2003                |
| Colette Griffiths           | Adjoa Andoh                        | Responsable de salle commune               | 2000                | 2003                |
| Dillon Cahill               | Dan Rymer                          | Infirmier équipier senior                  | 2001                | 2003                |
| Jack Vincent                | Will Mellor                        | Réceptionniste                             | 2001                | 2003                |
| Tony Vincent                | Lee Warburton                      | Aide-soignant                              | 2001                | 2003                |
| Merlin Jameson              | Orlando Seale Sebastian Dunn       | Pre-registration House Officer             | 2003                | 2003                |
| Anna Paul                   | Zita Sattar                        | Infirmière équipière                       | 2001                | 2003                |
| Natalya « Tally » Harper    | Ashlie Walker Holly Davidson       | Assistante administration                  | 2002                | 2004                |
| Nikki Marshall              | Kelly Harrison                     | Technicien urgentiste                      | 2001                | 2004                |
| Simon Kaminski              | Christopher Colquhoun              | Specialist Registrar, urgentiste           | 2002                | 2004                |
| Lara Stone                  | Christine Stephen-Daly             | Senior house officer                       | 2001                | 2004                |
| Roxanne Bird                | Loo Brealey                        | Infirmière équipière                       | 2002                | 2004                |
| Finlay « Fin » Newton       | Kwame Kwei-Armah                   | Paramédic                                  | 1999                | 2004                |
| Jim Brodie                  | Maxwell Caulfield                  | Consultant en pédiatrie                    | 2003                | 2004                |
| Rebecca « Bex » Reynolds    | Sarah Manners                      | Réceptionniste                             | 2003                | 2004                |
| Claire Guildford            | Leanne Wilson                      | Infirmière équipière                       | 2003                | 2005                |
| Paul « Woody » Joyner       | Will Thorp                         | Paramédic                                  | 2004                | 2005                |
| Bruno Jenkins               | Mark Bonnar                        | Infirmier équipier senior                  | 2005                | 2006                |
| Luke Warren                 | Matt Wait                          | Paramédic                                  | 2002                | 2006                |
| Nina Farr                   | Rebekah Gibbs                      | Technicien urgentiste                      | 2004                | 2006                |
| Comfort Jones               | Martina Laird                      | Paramédic                                  | 2001                | 2006                |
| Sean Maddox                 | Gerald Kyd                         | Senior house officer                       | 1998                | 2006                |
| Ellen Zitek                 | Georgina Bouzova                   | Infirmière équipière                       | 2004                | 2006                |
| Sam Bateman                 | Luke Bailey (en)                   | Aide-soignant                              | 2004                | 2007                |
| Selena Donovan              | Elizabeth Carling                  | Associate Specialist, neurologie           | 2003                | 2007                |
| Theo « Stitch » Lambert     | Peter O'Brien                      | Consultant urgentiste                      | 2007                | 2007                |
| Cynthia « Cyd » Pyke        | Joanne King                        | Technicienne urgentiste                    | 2006                | 2007                |
| Gurpreet « Guppy » Sandhu   | Elyes Gabel                        | Senior house officer                       | 2004                | 2007                |
| Nathan Spencer              | Ben Price                          | Administrateur                             | 2005                | 2007                |
| Josh Griffiths              | Ian Bleasdale                      | Paramédic senior                           | 1989                | 2007                |
| Terence « T.C. » Cockleton  | Peter England                      | Réceptionniste                             | 2007                | 2007                |
| Nadia Talianos              | Daphne Alexander                   | Infirmière équipière                       | 2007                | 2007                |
| Greg Fallon                 | Kip Gamblin                        | Paramédic                                  | 2006                | 2008                |
| Harry Harper                | Simon MacCorkindale                | Consultant urgentiste, chef d’équipe       | 2002                | 2008                |
| Simon Tanner                | Paul Fox                           | Chef d’équipe, unité des blessures légères | 2008                | 2008                |
| John « Abs » Denham         | James Redmond (en)                 | Infirmier équipier senior (santé mentale)  | 2003                | 2008                |
| Marilyn Fox                 | Caroline Langrishe                 | Manager général                            | 2007                | 2008                |
| Snezana Lalovic             | Ivana Bašić                        | Paramédic                                  | 2008                | 2009                |
| Kelsey Phillips             | Janine Mellor                      | Infirmière équipière                       | 2005                | 2009                |
| Maggie Coldwell             | Susan Cookson                      | Specialist Registrar, urgentiste           | 2005                | 2009                |
| Curtis Cooper               | Abdul Salis                        | Technicien urgentiste                      | 2008                | 2009                |
| Toby De Silva               | Matthew Needham                    | Foundation House Officer, 2e année         | 2007                | 2009                |
| Sean Anderson               | Richard Dillane                    | Consultant chirurgien orthopédiste         | 2008                | 2010                |
| Alice Chantrey              | Sam Grey (en)                      | Aide-soignante                             | 2006                | 2010                |
| Jessica Harrison            | Gillian Kearney                    | Infirmière équipière                       | 2008                | 2010                |
| Megan Roach                 | Brenda Fricker                     | Infirmière d’État                          | 1986                | 2010                |
| May Phelps                  | Laura Aikman                       | Foundation House Officer, 2e année         | 2009                | 2010                |
| Yuki Reid                   | Will Sharpe                        | Core Training, 1re année                   | 2009                | 2010                |
| Pauline « Polly » Emmerson  | Sophia Di Martino                  | Technicien urgentiste                      | 2009                | 2011                |

## Épisodes
- Saison 1 (1986) : 15 épisodes
- Saison 2 (1987) : 15 épisodes
- Saison 3 (1988) : 10 épisodes
- Saison 4 (1989) : 12 épisodes
- Saison 5 (1990) : 13 épisodes
- Saison 6 (1991-1992) : 15 épisodes
- Saison 7 (1992-1993) : 24 épisodes
- Saison 8 (1993-1994) : 24 épisodes
- Saison 9 (1994-1995) : 24 épisodes
- Saison 10 (1995-1996) : 24 épisodes
- Saison 11 (1996-1997) : 24 épisodes
- Saison 12 (1997-1998) : 26 épisodes
- Saison 13 (1998-1999) : 28 épisodes
- Saison 14 (1999-2000) : 30 épisodes
- Saison 15 (2000-2001) : 36 épisodes
- Saison 16 (2001-2002) : 40 épisodes
- Saison 17 (2002-2003) : 40 épisodes
- Saison 18 (2003-2004) : 46 épisodes
- Saison 19 (2004-2005) : 48 épisodes
- Saison 20 (2005-2006) : 47 épisodes
- Saison 21 (2006-2007) : 48 épisodes
- Saison 22 (2007-2008) : 48 épisodes
- Saison 23 (2008-2009) : 48 épisodes
- Saison 24 (2009-2010) : 49 épisodes
- Saison 25 (2010-2011) : 47 épisodes
- Saison 26 (2011-2012) : 42 épisodes
- Saison 27 (2012-2013) : 44 épisodes
- Saison 28 (2013-2014) : 48 épisodes
- Saison 29 (2014-2015) : 46 épisodes
- Saison 30 (2015-2016) : 43 épisodes
- Saison 31 (2016-2017) : 44 épisodes
- Saison 32 (2017-2018) : 44 épisodes
- Saison 33 (2018-2019) : 46 épisodes
- Saison 34 (2019-2020) : 43 épisodes
- Saison 35 (2021) : 30 épisodes
- Saison 36 (2021-2022) : 44 épisodes
- Saison 37 (2022-en cours)

## Distinctions

### Nominations
- British Academy Television Awards 2009 : meilleur feuilleton dramatique
- British Academy Television Awards 2010 : meilleur feuilleton dramatique
- British Academy Television Awards 2011 : meilleur feuilleton dramatique
- British Academy Television Awards 2014 : meilleur feuilleton dramatique